# Tigran Petrosian
Tigran Petrosian (în limba armeană Տիգրան Պետրոսյան, în limba rusă Тигран Вартанович Петросян) (n. 17 iunie 1929, Tbilisi, Republica Sovietică Federală Socialistă Transcaucaziană, URSS – d. 13 august 1984, Moscova, RSFS Rusă, URSS) a fost un mare maestru internațional sovietic de șah și campion mondial (1963-1969). A fost supranumit "Iron Tigran" datorită stilului său de joc, caracterizat printr-o defensivă impenetrabilă, el punând siguranța pe primul loc.
Petrosian a avut opt ocazii (1953, 1956, 1959, 1962, 1971, 1974, 1977 and 1980) în care a devenit Candidat la Campionatul Mondial. A câștigat Campionatul Mondial de Șah din 1963 (împotriva lui Mihail Botvinnik), și-a apărat cu succes titlul în 1966—împotriva lui Boris Spasski—dar l-a pierdut în urma partidei pe care a jucat-o cu Spasski în 1969. Așadar, a fost Campion Mondial sau Candidat la Campionat Mondial timp de zece cicluri consecutive de câte trei ani. A câștigat Campionatul Sovietic⁠(d) de patru ori (1959, 1961, 1969, 1975).
Petrosian este renumit pentru popularizarea șahului în Armenia.

## Legături externe
Materiale media legate de Tigran Petrosian la Wikimedia Commons